# Граф, Доминик
Доминик Граф (нем. Dominik Graf; род. 6 сентября 1952[…], Мюнхен) — немецкий актёр, сценарист, кинорежиссёр
. Член Берлинской Академии художеств.

## Биография
Родился в актёрской семье. В 1972—1974 годах изучал немецкий язык, литературу и музыковедение в Мюнхене. С 1974 года обучался на киноотделении Университета кино и телевидения в Мюнхене. Работал на телевидении.
После, стал активно сниматься в кино, заниматься созданием сценариев для кино и телевидения, сосредоточив внимание на криминальном жанре, полицейской драме и триллерах. В своих фильмах Граф часто ориентируется на американское жанровое кино с использованием традиций немецкого кино.
Активный участник публичных дискуссий о ценностях жанрового кино в Германии, автор многочисленных статей и интервью, некоторые из которых были собраны в отдельную книгу.
Ныне продолжает работать как на телевидении, так и в кино. Признанный мастер детектива и триллера. Доминик Граф является профессором в Международной Академии кино в Кёльне.
Автор более 50 фильмов для кино и телевидения. Среди его наиболее известных работ — «Игрок» (1990), «Скала» (2002), «Красный какаду» (2006), «Драйлебен: II Не ходи за мной».
Граф живёт со своей неофициальной женой, кинорежиссёром и сценаристкой Каролиной Линк, и их дочерью Полин, которая родилась в июле 2002 года.

## Избранная фильмография
Актёрские работы
- 1977: Der Madchenkrieg
- 1983: Danni jako Lothar
- 2006: Fremder Bruder

Режиссёр
- 1982: Das Zweite Gesicht
- 1988: Die Beute
- 1999: Deine besten Jahre
- 2002: Mapa serca
- 2011: Das Unsichtbare Madchen
- 2022: Лицо памяти

Сценарист
- 1982: Das Zweite Gesicht
- 2000: Monachium: Tajemnice miasta
- 2007: Das Gelubde
- Телефон полиции — 110

## Избранные награды
- За дипломный фильм «Дорогой гость» получил Баварскую кинопремию лучшему начинающему режиссёру (1980).
- Специальный приз Брюссельского кинофестиваля фантастических фильмов (1983).
- Лучший режиссёр «Deutscher Filmpreis» за фильм «The Cat» (1988).
- Премия телевизионного кино Немецкой академии исполнительских искусств (1989, 1998, 1999).
- Премия «Золотой гонг» журнала «Gong» (1993, 1995).
- Премия телевидения «Telestar» (1998).
- Немецкая телевизионная премия «Deutscher Fernsehpreis» (2004).
- В 2012 году в десятый раз выиграл приз Grimme-Preis.
- Обладатель Премии немецкого кино 2015 года за сценарий кинофильма «Любимые сестры». В 2015 году его фильм «Любимые сестры», был номинирован среди 17 немецких фильмов в качестве кандидата на лучший фильм на иностранных языках на премии «Оскар».